# Io-jima

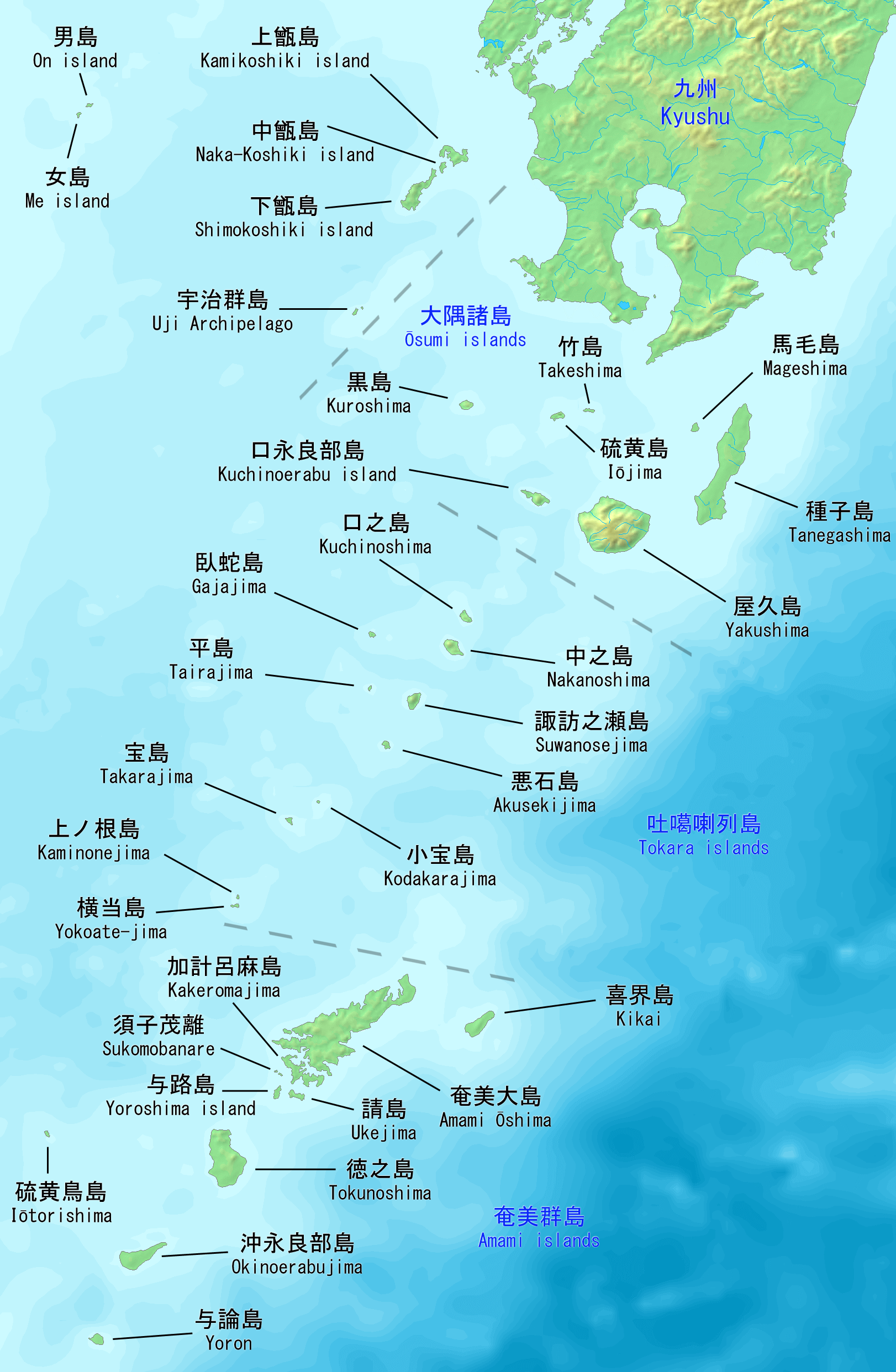
Lägeskarta.

Io-jima (japanska: 硫黄島?, Iōjima) är en ö bland Mishimaöarna, ett delområde i Osumiöarna i nordvästra Stilla havet som tillhör Japan.

## Geografi
Io-jima är den näst största ön bland Osumiöarna. Den ligger cirka 50 kilometer söder om Kyushu och cirka 125 kilometer söder om Kagoshima.
Ön är av vulkaniskt ursprung och har en areal om cirka 11,65 km² med en längd på omkring 5,5 kilometer och en bredd på 4 kilometer. Klimatet är subtropiskt. Den högsta höjden är vulkantoppen Kikai (även Iō-jimagake), cirka 717 m ö.h. Vulkanen är fortfarande aktiv och det finns heta källor, de så kallade Higashi Onsen.
Befolkningen uppgår till cirka 140 invånare. Ön ingår i förvaltningsområdet Mishima-mura som tillhör Kagoshima prefektur.
Ön kan endast nås med fartyg då den saknar flygplats. Det finns regelbundna färjeförbindelse med staden Kagoshima på fastlandet. Restiden är omkring fyra timmar.

## Historia
Det är osäkert när ön upptäcktes, de första dokumenterade omnämnandena finns i boken Nihonshoki från 720-talet.
Ön betraktas som den historiska ön "Kikaigashima" som omnämns i boken Heike monogatari. Den japanske munken Shunkan förvisades till ön i exil 1177 under Heianperioden efter att ha deltagit i ett kuppförsök (den så kallade "Shishigatani-kuppen") mot den styrande generalen Taira no Kiyomori av Taira-klanen. Shunkan dog 1179 och 1995 det restes en bronsstaty till hans minne. Även Kikaijimaön bland de närbelägna Amamiöarna betraktas som en möjlig plats för Kikaigashima.
Ön är en del av det gamla stadsområdet Jitto. Jitto och ön utgjorde fram till 1609 en del i det oberoende Kungariket Ryukyu.
1609 invaderades Ryūkyūriket av den japanska Shimazuklanen under den daimyo som då kontrollerade området i södra Japan. Området införlivades sedan i Shimazuriket.
1879, under Meijirestaurationen, införlivades riket i Japan, och ön blev först del i Satsuma län och senare, 1897, del i Osumi-provinsen.
Våren 1945, under Stilla havskriget, ockuperades området av USA. De tre Mishimaöarna förblev under japansk förvaltning och bildade då stadsområdet Mishima. Övriga öar förvaltades av USA fram till 1953 då de återlämnades till Japan. Efter återlämnandet delades Jitto sedan i nuvarande Toshima-mura och Mishima-mura.
1973 införlivades området i Kagoshima-distriktet som del i Kagoshima prefektur.
Fram till 2007 uttalades öns namn exakt som nuvarande Ioto, känd från slaget om Iwo-jima. Den ön bytte då officiellt uttal, men de båda öarnas namn skrivs fortfarande med samma tecken.